# Сорока на виселице
Сорока на виселице (нидерл. De ekster op de galg) — картина Питера Брейгеля Старшего. Написана в 1568 году маслом по дереву. Хранится в музее земли Гессен в Дармштадте.

## Описание
Центральную часть картины занимает виселица, на которой сидит сорока. Птица олицетворяет болтливость, ведущую к клевете и предательству. Образ пляшущих под виселицей крестьян, вероятно, отсылает к фламандской пословице «Дороги к виселице идут через весёлые лужайки».
Точка зрения сверху является типичной для полотен Брейгеля. Благодаря такому ракурсу зритель словно смотрит на происходящее отстранённо. Пейзаж воплощает собой все мироздание, в котором разворачивается драма. Беспечность пляшущих крестьян контрастирует с огромной виселицей, которую они словно не замечают. Возможно, для сознания средневекового человека контраст не был столь разительным. Орудия для приведения в действие смертных приговоров выставлялись на видных местах в назидание, поэтому сюжет пляски под виселицей навеян суровой действительностью.
Сама виселица по форме похожа на невозможную фигуру.
Пейзаж играет в картине не декоративную, но смыслообразующую роль. Это не декорации для жанровой сцены, но воплощение всего мироздания. Брейгель в этом смысле продолжает иконографическую традицию: на фоне пейзажа происходящее на полотне приобретает вселенское звучание.

## Контекст создания
Современниками виселица воспринималась как символ борьбы с инакомыслием. Брейгелю было около двадцати, когда в Амстердаме и других городах состоялись массовые сожжения анабаптистов. Когда ему было около сорока, в Брюссель вошла армия герцога Альбы. Последующие годы Альба занимался яростным уничтожением еретиков, несколько тысяч нидерландцев были приговорены к смерти. Виселица ждала проповедников, несших в массы новую, протестантскую веру. Террор Альбы держался на слухах и доносах, поэтому выбор сороки как символа болтливости на картине не случаен.
Картина относится к позднему периоду творчества Брейгеля, написана им за год до смерти. Художник высоко ценил работу и завещал её своей жене Майкен Кук. К темам фольклора Брейгель обращался и ранее. Наиболее известна в этой связи его работа «Фламандские пословицы».

## В культуре
В 2025 году вышел фантастический роман Эдуарда Веркина «Сорока на виселице», названный по картине Брейгеля.

## Фрагменты картины

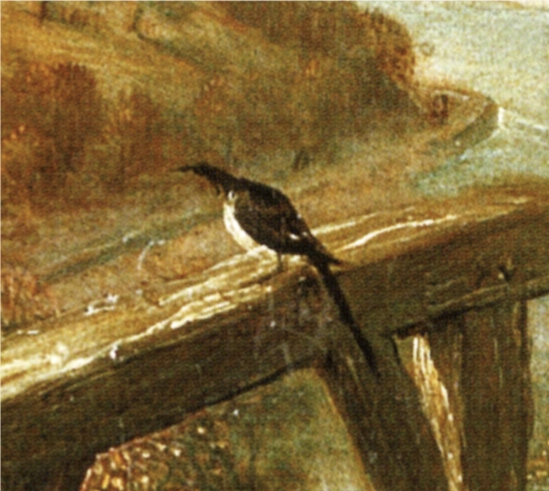
Сорока
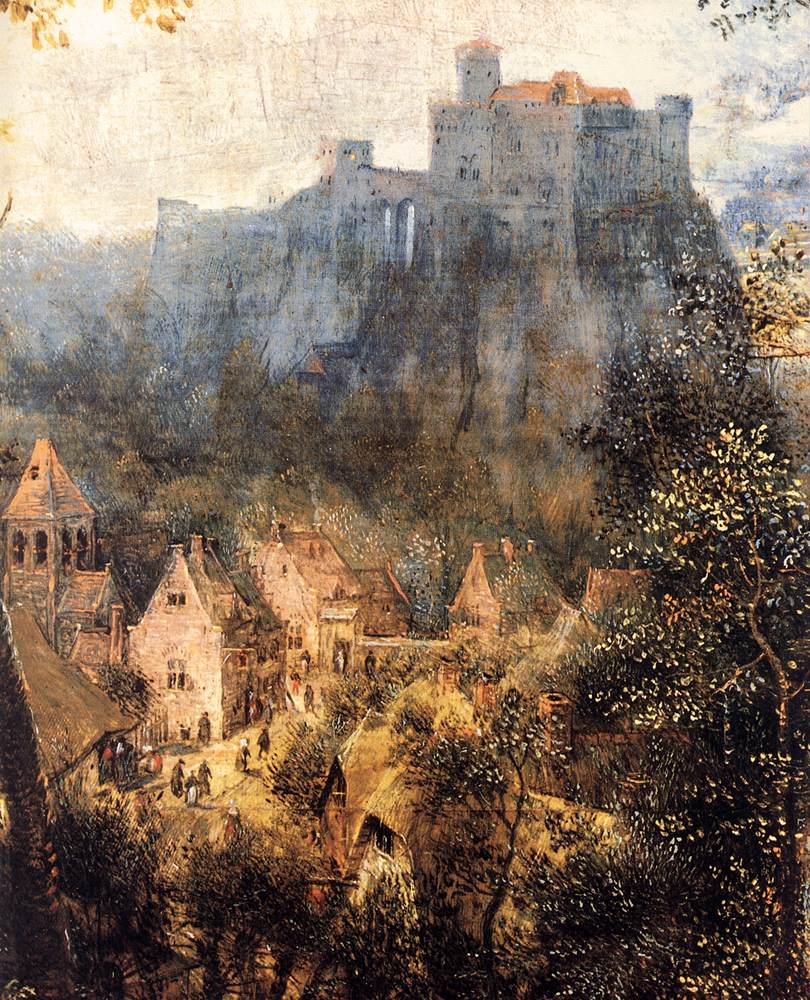
Город